# Antarctophthirus lobodontis
Antarctophthirus lobodontis är en insektsart som beskrevs av Günther Enderlein 1909. Antarctophthirus lobodontis ingår i släktet Antarctophthirus och familjen sällöss. Inga underarter finns listade i Catalogue of Life.